# Фріер (Техас)
Фріер (англ. Freer) — місто (англ. city) в США, в окрузі Дювал штату Техас. Населення — 2461 особа (2020).

## Географія
Фріер розташований за координатами 27°52′54″ пн. ш. 98°37′7″ зх. д. / 27.88167° пн. ш. 98.61861° зх. д. (27.881683, -98.618500).  За даними Бюро перепису населення США в 2010 році місто мало площу 10,52 км², з яких 10,49 км² — суходіл та 0,03 км² — водойми.

## Демографія
Згідно з переписом 2010 року, у місті мешкало 2818 осіб у 980 домогосподарствах у складі 731 родини. Густота населення становила 268 осіб/км².  Було 1241 помешкання (118/км²).
Расовий склад населення:
| - 88,4 % — білих - 0,5 % — корінних американців - 0,5 % — чорних або афроамериканців - 0,5 % — азіатів - 8,4 % — осіб інших рас |

До двох чи більше рас належало 1,7 %. Частка іспаномовних становила 82,0 % від усіх жителів.
За віковим діапазоном населення розподілялося таким чином: 30,1 % — особи молодші 18 років, 56,1 % — особи у віці 18—64 років, 13,8 % — особи у віці 65 років та старші. Медіана віку мешканця становила 33,9 року. На 100 осіб жіночої статі у місті припадало 98,6 чоловіків;  на 100 жінок у віці від 18 років та старших — 99,5 чоловіків також старших 18 років.
Середній дохід на одне домашнє господарство  становив 59 337 доларів США (медіана — 47 250), а середній дохід на одну сім'ю — 61 896 доларів (медіана — 55 042). Медіана доходів становила 45 884 долари для чоловіків та 26 422 долари для жінок. За межею бідності перебувало 20,7 % осіб, у тому числі 23,0 % дітей у віці до 18 років та 18,8 % осіб у віці 65 років та старших.
Цивільне працевлаштоване населення становило 1301 особа. Основні галузі зайнятості: сільське господарство, лісництво, риболовля — 26,2 %, освіта, охорона здоров'я та соціальна допомога — 14,8 %, роздрібна торгівля — 14,1 %.